# Elizabeth Gitau
Elizabeth Gitau, là một bác sĩ, một nữ doanh nhân và giám đốc điều hành người Kenya, là giám đốc điều hành của Hiệp hội Y khoa Kenya, hiệp hội ngành công nghiệp quốc gia nhằm mục đích bảo vệ và bảo vệ lợi ích của các bác sĩ y khoa tại nước này.

## Gia cảnh và giáo dục
Gitau được sinh ra ở Kenya vào khoảng năm 1986. Cô theo học các trường Kenya cho giáo dục tiểu học và trung học của mình. Cô được nhận vào Đại học Nairobi, nơi cô học ngành y khoa, tốt nghiệp Cử nhân Y khoa và Cử nhân Phẫu thuật (MBChB) năm 2012. Cô tiếp tục lấy bằng Thạc sĩ Quản trị Kinh doanh (MBA), từ Đại học Strathmore, ở Nairobi, tốt nghiệp năm 2016. Năm 2017, cô đã được trao học bổng từ Dịch vụ trao đổi học thuật Đức (tiếng Đức: Deutscher Akademischer Austauschdienst) (DAAD), để học tại Đức, nơi cô đã thực hiện Khóa học quản lý dự án & phương pháp nghiên cứu tại Đại học Khoa học ứng dụng Hamburg trong thành phố của Hamburg.

## Sự nghiệp
Trong khoảng thời gian hai năm, từ năm 2006 đến 2008, cô làm giao dịch viên ngân hàng tại Equity Bank Kenya Limited, tại thành phố Nakuru. Sau khi tốt nghiệp trường y, và sau khi thực tập bắt buộc, cô làm nhân viên y tế tại Bệnh viện Hạt Muranga trong gần hai năm cho đến tháng 12 năm 2014.
Kể từ tháng 4 năm 2019, Tiến sĩ Elizabeth Gitau đã làm giảng viên cao cấp tại Đại học Đào tạo Y khoa Kenya, một trường đào tạo các bác sĩ lâm sàng (trước đây là trợ lý y tế) ở cấp bằng, có trụ sở tại thị trấn Thika.
Là giám đốc điều hành mới đến tại Hiệp hội Y khoa Kenya, Tiến sĩ Elizabeth Gitau, tiếp quản từ Bác sĩ Stella Bosire, người lãnh đạo hiệp hội từ năm 2017 đến năm 2019.

## Những ý kiến khác
Trước khi đảm nhiệm vị trí hiện tại, cô là thủ quỹ của Hiệp hội Y khoa Kenya (KMA) thuộc Hạt Nairobi.